# Batracomorphus cronos
Batracomorphus cronos är en insektsart som beskrevs av Knight 1983. Batracomorphus cronos ingår i släktet Batracomorphus och familjen dvärgstritar. Inga underarter finns listade i Catalogue of Life.